# Зотов, Виктор Никифорович
Ви́ктор Ники́форовчи Зо́тов (31 января 1926, Бакалы, Башкирская АССР — 17 июля 1996, Уфа) — командир минометного расчёта 47-го гвардейского стрелкового полка 15-й гвардейской ордена Ленина дважды Краснознамённой орденов Суворова и Кутузова Харьковско-Пражской стрелковой дивизии 5-й гвардейской армии; один из 29-и полных кавалеров, награждённых четырьмя орденами Славы.

## Биография
Родился 31 января 1926 года в селе Бакалы (ныне в Бакалинском районе Башкирии) в семье крестьянина. Окончил 8 классов. Трудился в колхозном селе. Член ВКП(б) с 1944 года.
В ряды Красной армии вступил добровольно в декабре 1942 года, изменив в своём паспорте год рождения с 1926 на 1925 год.
24 октября 1943 года в бою под городом Кривой Рог (Украина) был ранен и госпитализирован. После направлен в запасной полк, а затем назначен наводчиком 82-миллиметрового миномёта в один из полков 15-й гвардейской стрелковой дивизии. Позднее стал командиром расчёта.
В конце января — начале февраля 1944 года в боях за села Мало-Софиевка и Ново-Сергеевка (Днепропетровская область Украины) огнём из миномёта уничтожил 15 гитлеровцев и 5 солдат из автомата. За этот бой получил первую награду — медаль «За боевые заслуги»
В конце февраля 1944 года минометный расчёт, в котором был наводчиком, вместе с пехотинцами форсировал реку Ингулец. За этот бой получил награду — медаль «За отвагу».
6 апреля 1944 года в бою в трёх километрах севернее посёлка Слободзея сержант Зотов, командуя бойцами гвардии, из миномёта уничтожил 12 солдат и офицеров противника, 2 повозки с боеприпасами, обратив противника в бегство.
Летом 1944 года 5-я гвардейская армия была передана из состава 2-го Украинского в состав 1-го Украинского фронта, войска которого вели наступление на Львовском, Рава-Русском и Станиславском направлениях. Во время наступления освободили город Львов, форсировали реку Сан и вступили на польскую территорию.
21 августа сержант Зотов, командуя минометным расчётом, подавил две огневые точки противника, уничтожил до 20 гитлеровцев. Был награждён орденом Красной Звезды
В период с 24 по 27 января 1945 года, в боях по расширению плацдарма на левом берегу реки Одер, севернее немецкого города Оппельн, ныне польский городок Ополе, миномётный расчёт 47-го гвардейского стрелкового полка под командованием гвардии сержанта Зотова уничтожил зенитное оружие и два пулемёта. За бой получил награду — орден Отечественной войны 2-й степени.
В 1947 году окончил Ивановское военно-политическое училище. В звании лейтенанта служил в группе советских войск в Германии. В мае 1951 года был переведён в воинскую часть, расположенную в городе Калининграде, где был избран секретарём партбюро полка, затем назначен замполитом батальона имени Юрия Смирнова. В октябре 1956 года был уволен в запас. Вернулся на родину в Башкирию.
С ноября 1960 года — директор школы в городе Октябрьский. В 1964 году заочно окончил Башкирский государственный университет имени 40-летия Октября (ныне Уфимский университет науки и технологий).
В 1980 году переехал в Уфу. Работал директором школы № 46 Ленинского района. Был удостоен звания заслуженного учителя школы Башкирской АССР.
Умер 16 июля 1996 года. Похоронен в Уфе на Южном кладбище.

## Награды
- Орден Отечественной войны 1-й степени (6.4.1985)[2];
- Орден Красной Звезды (16.10.1945)[3];
- Орден Славы 1-й, 2-й (24.3.1945)[4] степени и двумя 3-й степени (9.5.1944[1], 24.9.1944[5]);
- медали, в том числе:
- «За боевые заслуги» (12.2.1944)[6];
- Медаль «За отвагу» (10.6.1944)[7].